# Département du Beni
Pour les articles homonymes, voir Beni.
Le département du Beni (en espagnol : Departamento Autónomo del Beni) est un département du nord-est de la Bolivie, situé dans l'Amazonie. Sa capitale est Trinidad. 

## Géographie
Le département du Beni est le deuxième plus vaste département de Bolivie après le département de Santa Cruz, avec une superficie de 213 564 km2. 
Il est limité au nord-ouest par le département de Pando, au nord-est et à l'est par le Brésil, au sud-est par le département de Santa Cruz, au sud par le département de Cochabamba et enfin par le département de La Paz à l'ouest.
Il possède de très vastes plaines couvertes de pâturages, appelés pampas ou savanes, et de nombreux étangs. La forêt occupe les rives des nombreuses rivières et se développe aussi au pied des cordillères. Il y a de légères ondulations et des affleurements rocheux dans la région proche du Brésil car c'est là que débute le massif brésilien.
Le département a un climat tropical humide, avec des précipitations moyennes annuelles de 1 000 à 4 000 mm. Il y fait donc généralement chaud bien qu'en certaines saisons des vents froids venant du sud déclenchent de brusques chutes de température.

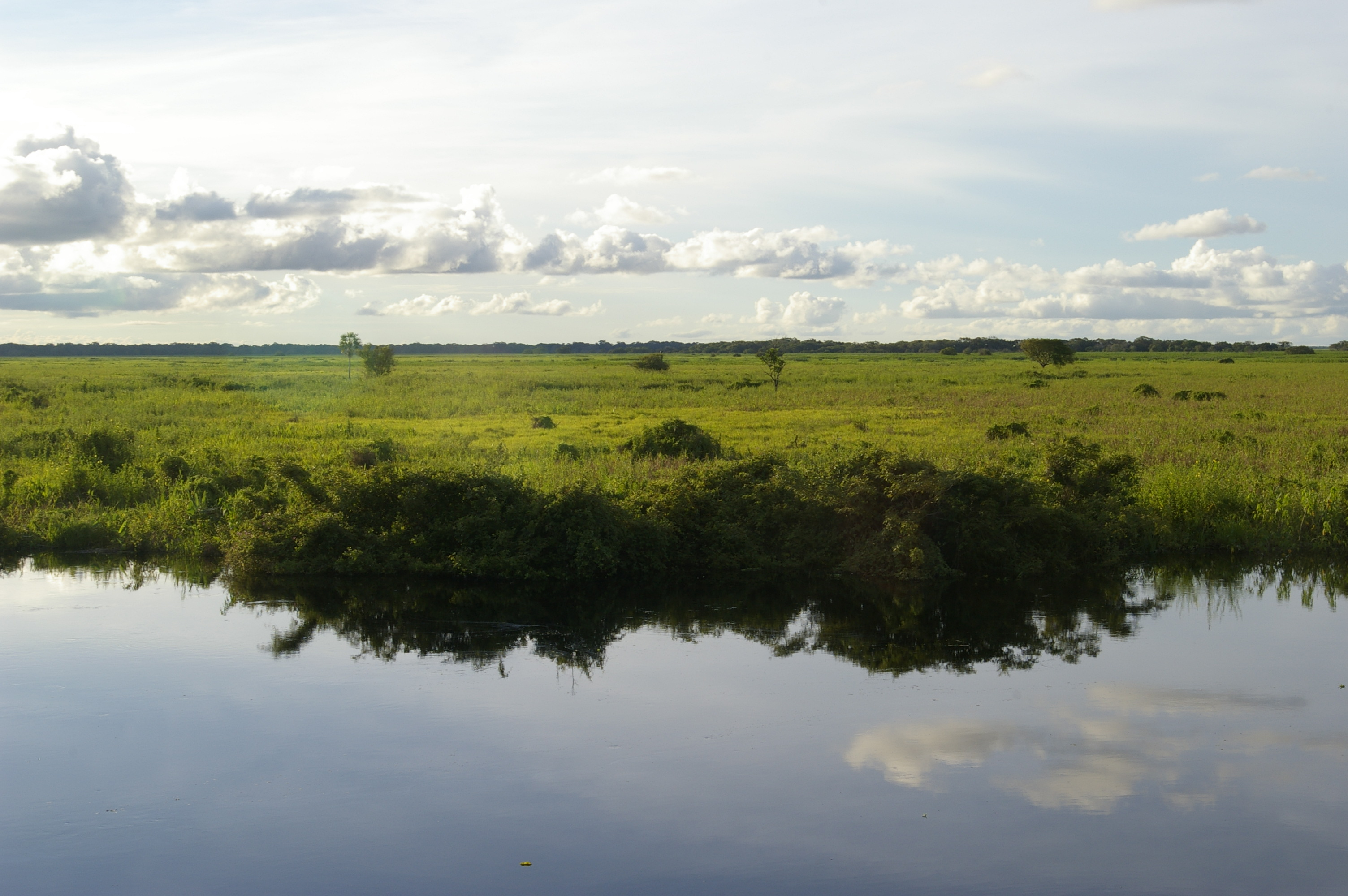
Plaines du Beni.

## Histoire
Le site archéologique de Llanos de Moxos (en), situé au nord du département, révèle la présence d'une civilisation dont les plus anciennes traces remontent à 8 000 ans avant notre ère.
Les premiers « explorateurs » espagnols constatent sur les lieux mêmes, en 1617, la présence d'environ 400 maisons habitées.
Le département est créé en 1842 par le président José Ballivián. 
La province est en grande partie sous le pouvoir des ganaderos, les grands propriétaires d’élevages bovins et porcins, et nombre de petits paysans sont encore réduits à la condition de péons. Néanmoins, la présence de l’État s'est nettement renforcée sous le gouvernement d'Evo Morales. Celui-ci ménage les intérêts des grands exploitants agricoles tout en s’efforçant d’améliorer les conditions de vie et de travail des petits paysans.
D'après Carlos Javier Cavero, le responsable provincial de l'inspection du travail : « Les grands propriétaires de l’Oriente continuent d’avoir des travailleurs en situation de servage, de péonage, Le ministère du Travail de ce gouvernement a réussi à s’imposer dans ces endroits. Grâce à nos brigades mobiles, nous pénétrons dans les haciendas et écoutons les problèmes des travailleurs. Puis nous allons voir les ganaderos pour essayer de trouver des solutions à l’amiable et pour faire appliquer le droit du travail. Nous obligeons les propriétaires à dédommager les paysans exploités. Ainsi, rien que pour l’année 2018, il y a eu 1 152 plaintes déposées par des travailleurs dans le Beni, et nous avons récupéré 865 314 bolivianos [110 200 euros] en leur faveur. Avant, les gens ignoraient la plupart du temps leurs droits, et on ne leur reconnaissait même pas celui de travailler dans des conditions dignes. » 
D'après le sociologue Wilder Molina : « jamais auparavant il n’y a eu une telle présence physique et financière de l’État dans le Beni ». Et si les ganaderos et leur fédération, qui occupaient toutes les positions de pouvoir locales avant 2006, se mobilisèrent d’abord radicalement contre le gouvernement et son projet d’État plurinational, les choses ont évolué depuis quelques années : l’administration a tout de suite travaillé très fortement avec eux et avec les gens du secteur entrepreneurial. Ils ont construit une relation très étroite ».
Les conditions de vie des paysans se sont améliorées, notamment à travers diverses mesures destinées à faciliter leur travail. Ils ont reçu des machines agricoles, des tracteurs, des engrais, des semences et des animaux reproducteurs, tandis que l’État construisait des systèmes d’irrigation, ainsi que des routes et des ponts leur permettant d’écouler plus facilement leur production sur les marchés.
De 2006 à 2011, le département est dirigé de manière presque continue par Ernesto Suárez (PODEMOS), un adversaire féroce du président Evo Morales. Ce dernier soutient par ailleurs la candidature de Jessica Jordan, Miss Bolivie de 2007, au poste de gouverneur pour l'élection départementale de 2010,. Politiquement, le département élit généralement des représentants plus conservateurs et libéraux que le reste du pays. Des partis, tels que PODEMOS, le Mouvement démocrate social, le Mouvement nationaliste révolutionnaire ou Creemos y bénéficient ou y ont bénéficié d'assises notables.

## Population
Sa population était estimée à 411 399 habitants en 2005. Parmi les 362 521 habitants du département recensés en 2001, 249 152 vivaient dans des villes et 113 369 à la campagne. 32,75 % des plus de 15 ans d'âge (27,79 % dans les villes et 44,65 % dans les campagnes) estimaient faire partie de l'un ou l'autre peuple amérindien. Enfin, en 2001, il y avait 97,41 % des habitants âgés de plus de 6 ans qui parlaient espagnol (99 % dans les villes et 93,73 % dans les campagnes).
En 2012, la population est de 422 008 habitants, la densité de population est de deux habitants par kilomètre carré, soit le deuxième département le moins dense de la Bolivie après le département de Pando. 

### Langues parlées
La principale langue parlée dans le département est largement l'espagnol, suivi de loin par le chimane, le quechua et l'aymara. Il est à noter que sur les 37 langues officielles reconnues par l'État bolivien, un total de vingt-six sont parlées dans le département, ce qui fait du Beni, le département bolivien le plus varié linguistiquement. En conséquence, plusieurs peuples indigènes de la Bolivie sont présents dans le département. En termes de variété linguistique, les départements de Santa Cruz et de Cochabamba arrivent en deuxième position avec vingt-trois langues officielles chacun parlées sur leur territoire respectif. Le tableau suivant présente le nombre d'habitants du département âgés de six ans et plus en fonction de leur langue principalement parlée pour l'année 2012.

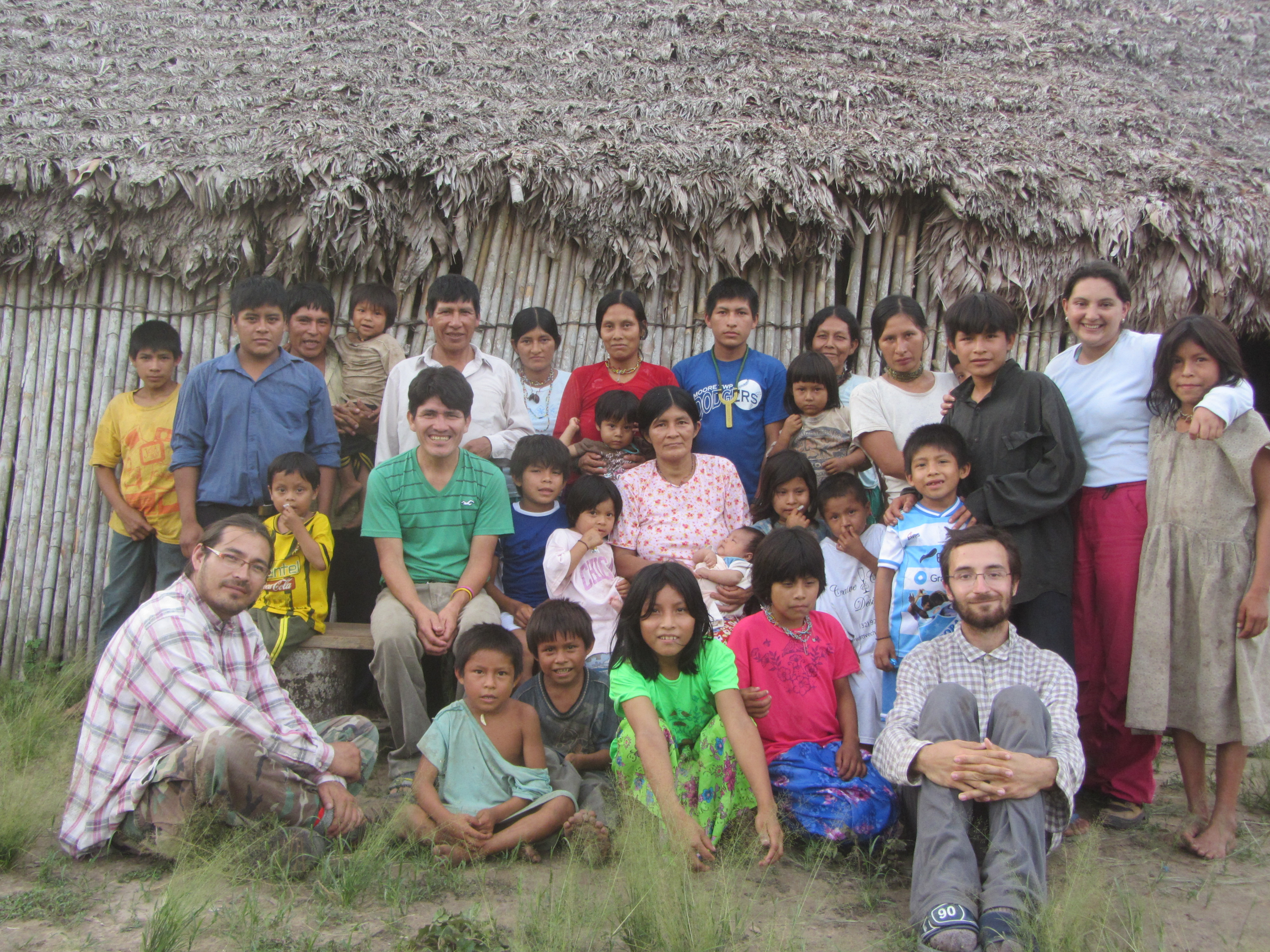
Groupe de Chimanes, peuple indigène du département.

| Langue                  | Département | Bolivie   |
| ----------------------- | ----------- | --------- |
| Espagnol                | 235 664     | 5 424 685 |
| Chimane                 | 8 307       | 8 904     |
| Quechua                 | 4 345       | 1 339 919 |
| Aymara                  | 3 435       | 836 570   |
| Autre langue autochtone | 5 635       | 64 817    |
| Autre langue            | 4 051       | 146 683   |

### Évolution démographique
| 1831   | 1845   | 1854    | 1882   | 1900   | 1950   | 1976    | 1992    | 2001    | 2012    | 2022 |
| ------ | ------ | ------- | ------ | ------ | ------ | ------- | ------- | ------- | ------- | ---- |
| 41 228 | 48 406 | 114 922 | 16 744 | 32 180 | 71 636 | 168 367 | 276 174 | 362 521 | 422 008 | —    |

Il est à noter que les résultats antérieurs à 1882 peuvent avoir une fiabilité variable, considérant les méthodes d'estimation de l'époque qui pouvaient s'appliquer à des territoires plus étendus.

## Villes principales

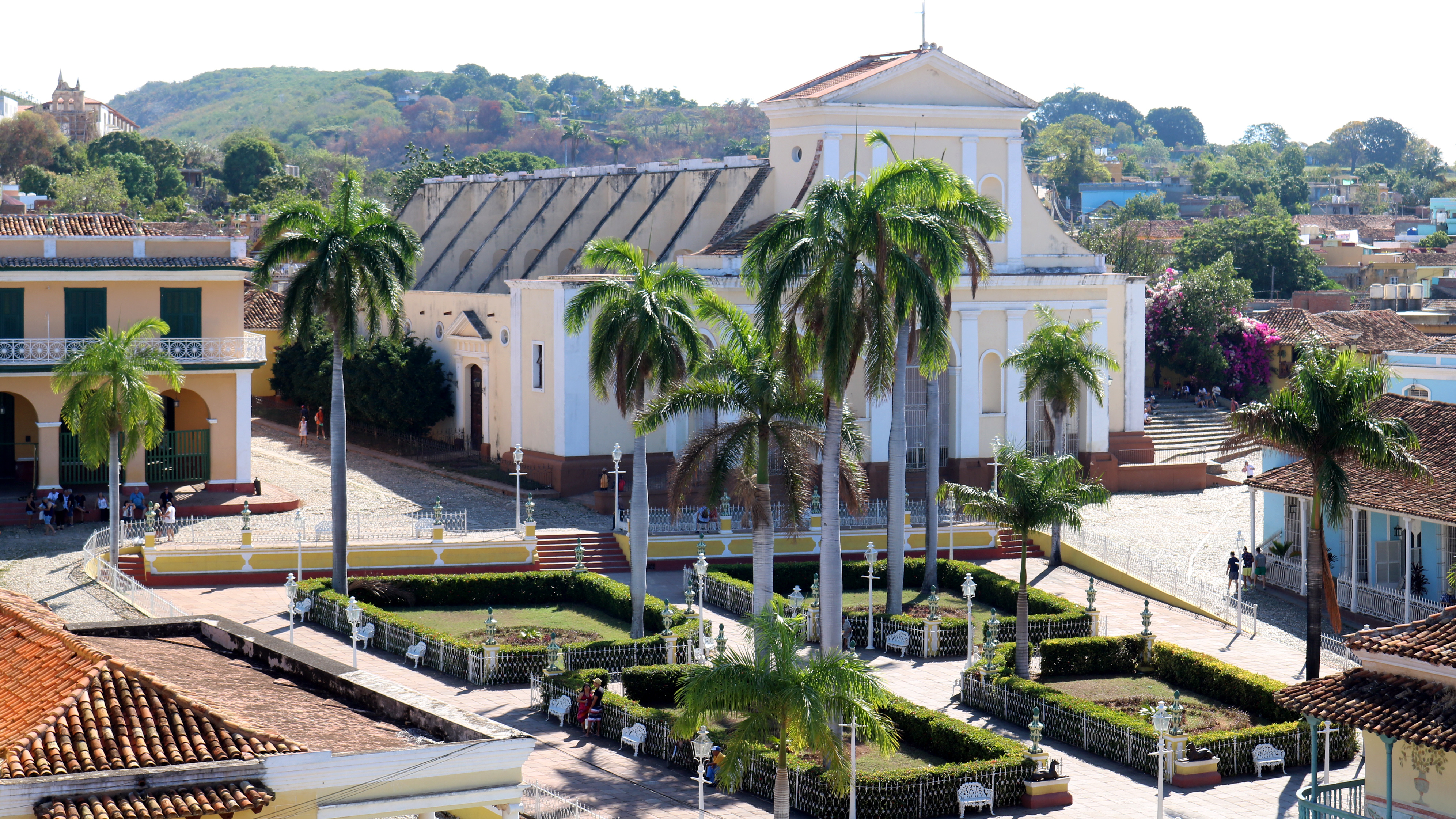
L'église de la Santísima à Trinidad.

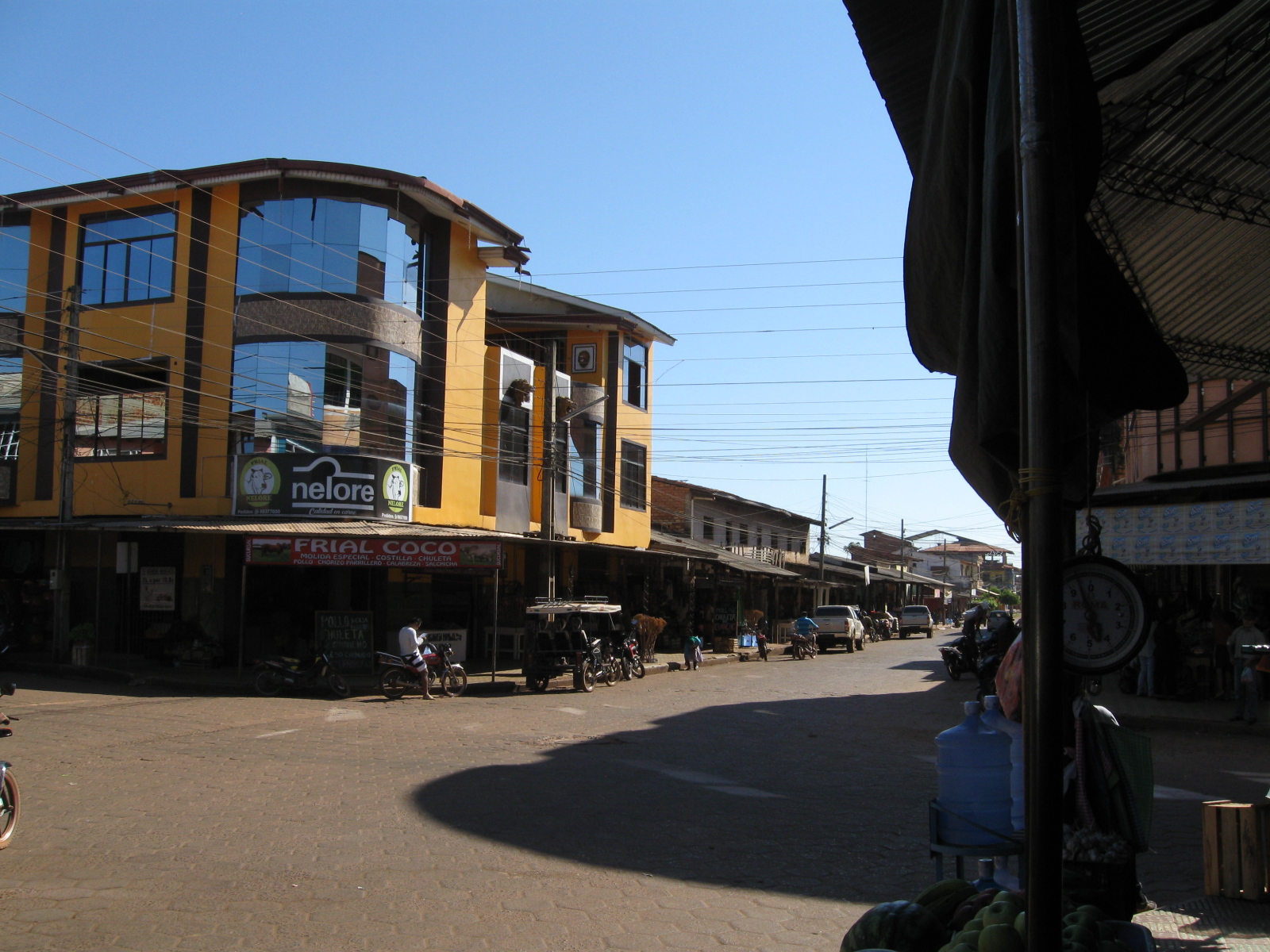
Rue de Guayaramerín.

Le tableau suivant présente la population des cinq plus grandes villes du Beni, selon les données des recensements officiels boliviens. 
| Ville                | Recensement (2001) | Recensement (2012) |
| -------------------- | ------------------ | ------------------ |
| Trinidad             | 75 285             | 106 596            |
| Riberalta            | 63 385             | 89 022             |
| Guayaramerín         | 33 187             | 41 814             |
| San Borja            | 16 620             | 40 864             |
| San Ignacio de Moxos | 20 496             | 21 114             |

## Divisions administratives
Le département du Beni est subdivisé en huit provinces :
| Province       | Superficie (km²) | Population (2001) | Chef-lieu            | Carte des provinces                        |
| -------------- | ---------------- | ----------------- | -------------------- | ------------------------------------------ |
| Cercado        | 12 276           | 82 653            | Trinidad             | Carte des provinces du département de Beni |
| Iténez         | 36 576           | 18 878            | Magdalena            | Carte des provinces du département de Beni |
| José Ballivián | 40 444           | 68 174            | Santos Reyes         | Carte des provinces du département de Beni |
| Mamoré         | 18 076           | 12 397            | San Joaquín          | Carte des provinces du département de Beni |
| Marbán         | 15 126           | 14 454            | Loreto               | Carte des provinces du département de Beni |
| Moxos          | 33 316           | 21 643            | San Ignacio de Moxos | Carte des provinces du département de Beni |
| Vaca Díez      | 22 434           | 116 421           | Riberalta            | Carte des provinces du département de Beni |
| Yacuma         | 34 686           | 27 901            | Santa Ana del Yacuma | Carte des provinces du département de Beni |

## Économie
On a prouvé la présence d'étain, de manganèse, de plomb, de platine, d'or, de béryllium et de colombite dans le sous-sol. Le département, par son climat et son sol est apte à toutes sortes de cultures tropicales ; le maïs, le cacao, le café, la vanille, le yuca ou Manioc, le riz, la papaye, les citrons et autres fruits tropicaux. 
L'élevage s'est fortement développé, avec actuellement environ 2 millions de têtes de bétail, qui se nourrissent principalement dans des pâturages naturels ou gagnés sur la forêt (« Le Beni est actuellement sous la pression d'un élevage de bétail répandu et largement non-réglementé »). Les rivières sont réputées particulièrement poissonneuses, et abritent une grande variété d'espèces.